# Mirakulus und Supermaus
Mirakulus und Supermaus (orig. Courageous Cat and Minute Mouse) ist eine amerikanische Zeichentrickserie, für die von 1960 bis 1962 130 Folgen produziert wurden.

## Handlung
Mirakulus und Supermaus sind zwei Superhelden, die der Polizei beim Kampf gegen das Verbrechen helfen. Dabei ist Mirakulus derjenige, der für die Entscheidungen und das Kämpfen spezialisiert ist. Supermaus, ein bisschen ängstlich, ist für Verkleidungen und Spionieren zuständig. Wie Batman haben Mirakulus und Supermaus ihr Hauptquartier in einer Höhle und sind mit einem speziellen Fahrzeug unterwegs, das von der Bauweise einem der Akteure nachempfunden ist. Mirakulus und Supermaus haben keine Superkräfte und sind auf technische Hilfsmittel angewiesen, obwohl sie durchaus auch kämpfen können. Auch helfen sie oft der Polizei und werden hierzu durch einen Funkruf in ihrem Auto direkt verständigt. Mirakulus und Supermaus tragen keine Masken und scheinen auch keine geheime Identität zu haben. Sie erledigen ihre Aufträge häufig tagsüber.

## Verbindungen mit Batman
Die Serie wurde von Bob Kane erfunden und kann damit als persönliche Parodie auf seine berühmteste Schöpfung Batman verstanden werden.